# 4260 Yanai
4260 Yanai è un asteroide della fascia principale. Scoperto nel 1989, presenta un'orbita caratterizzata da un semiasse maggiore pari a 2,8485282 au e da un'eccentricità di 0,0607598, inclinata di 3,26722° rispetto all'eclittica.
L'asteroide è dedicato all'astronomo amatoriale giapponese Masayuki Yanai.